# Hugh Padgham
Hugh Padgham – brytyjski producent muzyczny, laureat wielu muzycznych nagród m.in. czterech Nagród Grammy. Na całym świecie sprzedano ok. 250 000 000 wyprodukowanych przez niego płyt.
Niektórzy piosenkarze i zespoły z którymi Hugh Padgham współpracował
- The Lightyears
- The Volts
- Bee Gees
- David Bowie
- Kate Bush
- Toni Childs
- Clannad
- Phil Collins
- Julian Cope
- Sheryl Crow
- Melissa Etheridge
- Frida
- Genesis
- Peter Gabriel
- Hall & Oates
- The Human League
- Elton John
- Paul McCartney
- Mike and the Mechanics
- Youssou N’Dour
- The Police
- Psychedelic Furs
- Split Enz
- Sting
- The Tragically Hip
- Brian Wilson
- XTC
- McFly